# ピストルと少年
『ピストルと少年』（ピストルとしょうねん、Le Petit Criminel）は1990年のフランスのドラマ映画。
監督・脚本はジャック・ドワイヨン、出演はジェラール・トマサン、リシャール・アンコニナ、クロティルド・クローなど。
1人の少年が30分間にわたって刑事を人質に取った実話から着想を得た作品で、刑事を人質に取って姉捜しのドライブへと出発した少年を描いている。
1991年2月に開催された第41回ベルリン国際映画祭で国際映画批評家連盟賞を受賞した他、主人公の少年を演じたジェラール・トマサンが第16回セザール賞で有望若手男優賞を受賞している。

## キャスト
- マルク: ジェラール・トマサン（フランス語版） - 14歳の少年。自動車泥棒の前歴あり。
- 刑事: リシャール・アンコニナ（フランス語版） - マルクと顔見知りの刑事。
- マルクの姉: クロティルド・クロー
- マルクの母親: ジョスリーヌ・ペリラン - アルコール依存症で精神的に病んでいる。
- 売り子: セシル・レゲール